# 243 Dywizja Piechoty (III Rzesza)
243 Dywizja Piechoty (niem. 243. Infanterie-Division) – niemiecka dywizja z czasów II wojny światowej, sformowana na poligonie Döllersheim na mocy rozkazu z 9 lipca 1943, poza falą mobilizacyjną w XVII Okręgu Wojskowym.

## Struktura organizacyjna
- Struktura organizacyjna w lipcu 1943 roku:

921. i 922. pułk grenadierów, 243. pułk artylerii, 243. batalion pionierów, 243. oddział łączności;
- Struktura organizacyjna w styczniu 1944 roku:

921. i 922. pułk grenadierów, 243. pułk artylerii, 243. batalion pionierów, 243. oddział łączności, 243. polowy batalion zapasowy;

## Dowódcy dywizji
- Generalmajor Hermann von Witzleben VIII 1943 – 10 I 1944;
- Generalleutnant Heinz Hellmich 10 I 1944 – 17 VI 1944;
- Generalmajor Bernhard Klosterkemper 17 VI 1944 – 26 IX 1944;